# Melville (Nova York)
Melville és una concentració de població designada pel cens dels Estats Units a l'estat de Nova York. Segons el cens del 2000 tenia 14.533 habitants.

## Demografia
Segons el cens del 2000, Melville tenia 14.533 habitants, 4.930 habitatges, i 3.993 famílies. La densitat de població era de 495,7 habitants per km².
Dels 4.930 habitatges en un 38,1% hi vivien nens de menys de 18 anys, en un 72,2% hi vivien parelles casades, en un 6,6% dones solteres, i en un 19% no eren unitats familiars. En el 15,7% dels habitatges hi vivien persones soles el 6,8% de les quals corresponia a persones de 65 anys o més que vivien soles. El nombre mitjà de persones vivint en cada habitatge era de 2,88 i el nombre mitjà de persones que vivien en cada família era de 3,23.
Per edats la població es repartia de la següent manera: un 25,5% tenia menys de 18 anys, un 5,3% entre 18 i 24, un 29,1% entre 25 i 44, un 26% de 45 a 60 i un 14,1% 65 anys o més.
L'edat mediana era de 39 anys. Per cada 100 dones de 18 o més anys hi havia 91,9 homes.
La renda mediana per habitatge era de 92.527 $ i la renda mediana per família de 99.881 $. Els homes tenien una renda mediana de 70.972 $ mentre que les dones 43.495 $. La renda per capita de la població era de 41.053 $. Entorn del 3% de les famílies i el 4% de la població estaven per davall del llindar de pobresa.